# Stojačak
Stojačak (en serbe cyrillique : Стојачак) est un village de Serbie situé dans la municipalité de Smederevska Palanka, district de Podunavlje. Au recensement de 2011, il comptait 364 habitants.

## Démographie
| 1948 | 1953 | 1961 | 1971 | 1981 | 1991 | 2002 | 2011 |
| ---- | ---- | ---- | ---- | ---- | ---- | ---- | ---- |
| 766  | 759  | 704  | 606  | 508  | 482  | 419  | 364  |

|  |